# Emalier
Emalier – specjalista zajmujący się emaliowaniem, tj. pokrywaniem powierzchni przedmiotów emalią.